# Every Picture Tells a Story
Every Picture Tells a Story — музичний альбом Рода Стюарта. Виданий у травні 1971 року лейблом Mercury. Загальна тривалість композицій становить 40:31. Альбом відносять до напрямку рок. 

## Список пісень
1. Every Picture Tells a Story (Род Стюарт, Ron Wood) - 6:01
2. Seems Like a Long Time (Theodore Anderson) - 4:02
3. That's All Right (Arthur Crudup) - 3:59
4. Amazing Grace - 2:03
5. Tomorrow Is a Long Time (Боб Ділан) - 3:43
6. O. Henry (Martin Quittenton) - 0:32
7. Maggie May (Р.Стюарт, M.Quittenton) - 5:16.
8. Mandolin Wind (Р.Стюарт) - 5:33
9. (I Know) I'm Losing You (Norman Whitfield, Eddie Holland, Cornelius Grant) - 5:23
10. Reason to Believe (Tim Hardin) - 4:06